# 유럽 고속도로 903호선

유럽 고속도로 903호선의 스페인 전용 아이콘

유럽 고속도로 903호선(European route E903)은 스페인 메리다와 알리칸테를 이어주는 B-클래스급 고속도로 노선으로, 총 연장은 약 672 km이다.

## 경로
- 스페인
  -  국도 제430호선(스페인어판) : 메리다 - 시우다드레알 (E90)
  -  A-43 고속도로(영어판) : 시우다드레알 - 만사나레스 (시우다드레알)(스페인어판, 영어판) (E05) - 아탈라델카트라이트(스페인어판) (E901)
  -  A-31 고속도로(영어판) : 아탈라델카트라이트(스페인어판) (E901) - 알바세테 - 알리칸테 (E15)